# Iszoloscope
Iszoloscope — индустриальный проект из Квебека, в данный момент базируется в Монреале. Музыка Iszoloscope варьируется от альбома к альбому в довольно широких рамках: от жёсткого, ритмичного шума до задумчивых эмбиентных ландшафтов. Проект активно участвует в концертной деятельности, в том числе на довольно крупных мероприятиях, таких как Машинфест. Несколько альбомов и EP были выпущены на престижном лейбле Ant-Zen

## История, Участники
Iszoloscope был создан в 1999 году двумя коллегами Яном Фоссюрье и Франсуа Бенардом работавшими DJеями на местном радио. Незадолго до выпуска Coagulating Wreckage, их первого альбома, Бенард прекратил заниматься музыкой, и Ян продолжил проект в одиночестве. В 2007 году для выступлений на сцене к нему присоединился Гийом Надон, который, судя по всему, примет участие в записи нового альбома.
Ян активно работал с бельгийцем Германом Клапхольцем из Ah Cama-Sotz в рамках проекта Camanecroszcope, выпустив на данный момент два совместных альбома.
Само слово Iszoloscope, по словам Яна, родилось во время обсуждения ощущений в камере сенсорной депривации. Это — воображаемый прибор для мониторинга состояния во время экспериментов с изоляцией.

## Дискография
- Coagulating Wreckage — CD (2001)
- Solistice — 7" (2001)
- Aquifère — CD (2002)
- The Blood Dimmed Tide (with Antigen Shift) — CD3" (2002)
- Tarmvred and Iszoloscope Do America (with Tarmvred) — CDEP (2003)
- This Monstrosity is Part of My Fibric — 12" (2003)
- Au Seuil du Néant — 2CD (2003)
- Camanecroszcope (with Ah Cama-Sotz) — CD (2003)
- Iszoloscope and Ebola (with Ebola) — CDEP (2004)
- Les Gorges des Limbes — CD (2004)
- The Audient Void — CD (2005)
- Camanecroszcope II: Echoes Ov A Beckoning Arcanum (with Ah Cama-Sotz) — CD (2006)
- Beyond Within — CDEP (2010)
- Beyond Within And So On — 9xFile (2010)
- The Edge Of Certainty — CD (2010)